# Järtsaare
Järtsaare – wieś w Estonii, w prowincji Viljandi, w gminie Viljandi.
W latach 1991–2017 (do czasu reformy administracyjnej estońskich gmin) wieś znajdowała się w gminie Kolga-Jaani.
Archaiczne nazwy wsi to: Jarczer (1583), Jerrazar (1624), Jerrisar (1638), Jertsaar (1797). W latach 70. XX wieku była osadą, a w 1977 ponownie wsią. Prawdopodobnie wioska znajdowała się nad brzegiem jeziora, a słowo järv było początkiem początku nazwy.